# O Casal (Brión)
O Casal es una aldea española situada en la parroquia de Brión, del municipio de Brión, en la provincia de La Coruña, Galicia.

## Demografía
| Gráfica de evolución demográfica de O Casal entre 2000 y 2018 |
|                                                               |
| Datos según el nomenclátor publicado por el INE.              |